# NURMS
В области компьютерной графики под методом non-uniform rational mesh smooth (сокр. NURMS) или subdivision surface (дробление поверхности) называют применение низкополигонального разбиения для управления границами сглаженных поверхностей.

## Применение
NURMS применяется в коммерческих пакетах трехмерного моделирования, например, в 3ds Max для выполнения операций разбиения. Модификатор «Mesh smooth» в 3ds Max оперирует применением данного алгоритма к низкополигональному каркасу, создавая высокополигональную сглаженную поверхность. Кроме того, один из фильтров пакета Adobe Illustrator использует тот же самый алгоритм сглаживания, но только для двухмерных кривых.

## Дополнительные источники
- Head Modeling, 3D Studio Max tutorial Архивная копия от 16 декабря 2009 на Wayback Machine
- Modeling a face using nurms Архивная копия от 4 января 2010 на Wayback Machine
- Моделирование головы с использованием NURMS Архивная копия от 2 августа 2009 на Wayback Machine
- Создание модели автомобиля Raybrig Honda NSX Архивная копия от 24 ноября 2005 на Wayback Machine (с применением метода NURMS)
- NURMS Subdivide Script (Видеоурок)